# میریسالا
میریسالا (به لاتین: Mirissala) یک منطقهٔ مسکونی در سری‌لانکا است که در استان مرکزی (سری‌لانکا) واقع شده‌است.